# Blancanieves
Blancanieves, Langtitel Blancanieves – Ein Märchen von Schwarz und Weiß, ist ein spanisch-französischer Spielfilm von Pablo Berger aus dem Jahr 2012. Der als Stummfilm in Schwarzweiß gedrehte Film beruht lose auf dem Märchen Schneewittchen der Brüder Grimm.

## Handlung
Sevilla am 21. April 1910: In der Arena La Colosal fiebern die Zuschauer dem Auftritt des berühmten Stierkämpfers Antonio Villalta entgegen. Besonders Antonios Frau Carmen de Triana, die hochschwanger ist, ist aufgeregt und begeistert, als Antonio sein Können zeigt. Beim Todesstoß will ein Fotograf das beste Bild erwischen und blitzt die Szene, als Antonio den Stier erstechen will. Antonio verfehlt den Stier und der geht auf Antonio los. Der Stierkämpfer wird schwer verletzt aus der Arena getragen; bei Carmen setzen die Wehen ein. Während Antonio im Krankenhaus notoperiert wird, bringt Carmen nebenan eine Tochter zur Welt, stirbt jedoch kurz nach der Geburt. Antonio überlebt, ist aber an Armen und Beinen gelähmt. Seine Tochter will er nicht sehen. Während seiner Rekonvaleszenzzeit wird er von Krankenschwester Encarna gepflegt, die ihn schließlich heiratet. Carmens Tochter Carmencita wächst bei ihrer Großmutter auf. Als diese während Carmencitas Kommunionsfeier stirbt, kommt Carmencita in Antonios Haus unter. Sie darf ihren Vater, der im verbotenen zweiten Stock lebt, auf Anweisung Encarnas nicht sehen. Die gestrenge Stiefmutter behandelt Carmencita zudem wie eine Magd. Sie muss schwere Arbeit verrichten, die Haare wie ein Junge kurz tragen und in einem Stall schlafen.
Eines Tages gelangt Carmencita heimlich in den zweiten Stock und sieht so erstmals nach langer Zeit ihren Vater wieder. Auch er erkennt seine Tochter. Beide verbringen viele Stunden miteinander, in denen sich Encarna mit ihrem Geliebten Genaro Bilbao vergnügt. Sie hat schon lange das Interesse an Antonio verloren, den sie mit Verachtung straft und quält. Antonio bringt seiner Tochter die Fähigkeiten eines Toreros bei. Jahre vergehen und aus Carmencita wird eine junge Frau. Eines Tages erfährt sie, dass ihr Vater mit dem Rollstuhl in den Tod gestürzt ist – unausgesprochen bleibt, dass Encarna ihn in die Tiefe stieß. Am nächsten Tag schickt Encarna Carmencita fort, die Blumen für das Grab ihres Vaters pflücken soll. Encarnas Geliebter Genaro Bilbao versucht, Carmencita zu erwürgen und ertränkt sie später in einem See. Hier findet der kleinwüchsige Rafita die junge Frau. Er kann sie wiederbeleben, doch hat Carmencita ihr Gedächtnis verloren. Als sie erwacht, findet sie sich im Jahrmarktwagen der sechs Kleinwüchsigen Rafita, Jesusín, Josefa, Juanín, Manolín und Victorino wieder, die als Les Enanitos Toreros durch Spanien reisen und Schaustierkämpfe mit Kälbern veranstalten. Bei einem solchen Kampf wird der Star der Gruppe, Jesusín, von einem Kalb zu Boden geworfen. Während die anderen den Kampf weiterführen wollen, da das Publikum begeistert ist, steigt Carmencita in die Arena und rettet Jesusín, indem sie als Torero auftritt. In der Folgezeit wird Carmencita, die von den Kleinwüchsigen den Namen „Blancanieves“ erhält, zum Star der Gruppe – sehr zum Missfallen von Jesusín. Als Les 7 Enanitos Toreros tourt die Gruppe durch das Land und erhält schließlich rund ein Jahr nach Antonio Villaltas Tod über den windigen Agenten Carlos Montoya einen Vertrag für einen Auftritt in der Arena La Colosal in Sevilla. Carmencita, die nie lesen gelernt hat, weiß nicht, dass sie sich vertraglich auf Lebenszeit für eine exklusive Zusammenarbeit verpflichtet hat.
Encarna lebt mit ihrem Geliebten in einer teuren Villa, als sie in der Zeitung vom Auftritt der ominösen Blancanieves liest. Sie erkennt in ihr Carmencita, erschlägt vor Wut Genaro und begibt sich am Tag des Stierkampfes in die Arena. Hier tauscht der eifersüchtige Jesusín das für den Kampf vorgesehene Kalb gegen einen Stier aus. Kurz vor dem Kampf erscheint Antonio Villaltas ehemaliger Manager, der Blancanieves begeistert als Antonios Tochter Carmencita begrüßt. Während sie zum Kampf in die Arena geht, erlangt sie ihr Gedächtnis wieder. Emotional überwältigt, kann sie sich kaum auf den Kampf konzentrieren, sammelt sich jedoch im entscheidenden Augenblick. Der Stierkampf fesselt die Zuschauer. Während der Faena begnadigt das Publikum den Stier, was nur äußerst selten bei sehr mutigen und starken Stieren geschieht. Anschließend feiern die Anwesenden Carmencita für ihre Leistung. Zahlreiche Präsente werden in die Arena geworfen. Encarna überreicht Carmencita hingegen einen Apfel, den sie vergiftet hat. Carmencita kostet vom Apfel und bricht tot zusammen. Jesusín, der Encarna bereits einige Zeit zuvor mit dem Apfel gesehen hat, nimmt mit den anderen Kleinwüchsigen die Verfolgung auf. Encarna wird schließlich hinter den Kulissen in die Box des begnadigten Stieres gesteckt und von diesem getötet. Die leblose Carmencita wird aus der Arena getragen.
Einige Zeit später kündigt die Jahrmarktsbude von Carlos Montoya die wundersame Wiederauferstehung der Blancanieves an. Für Geld dürfen die Besucher die aufgebahrte Carmencita küssen und darauf hoffen, sie mit ihrem Kuss zum Leben zu erwecken. Rafita sieht dem Schauspiel jeden Tag leidend zu, hat er doch nie aufgehört, Carmencita zu lieben. Nach mehreren erfolglosen Küssen der Besucher erwacht Carmencita nach einem Kuss plötzlich zum Leben und richtet sich auf. Der Zuschauer rennt panisch davon. Es zeigt sich, dass sich Carmencita nur durch eine mechanische Vorrichtung in der Bahre bewegt hat. Traurig richtet Rafita die leblose Frau wieder her, kämmt ihre Haare und schminkt sie neu. Er legt sich neben sie und küsst sie vorsichtig. Während er zu schlafen beginnt, rinnt langsam eine Träne aus Carmencitas geschlossenen Augen.

## Produktion
Regisseur Pablo Berger hatte bereits 2003 die Arbeit an Blancanieves begonnen. Er arbeitete 2011 am Storyboard zum Film, als er kurz vor Beginn der Dreharbeiten von der Premiere von The Artist erfuhr. Obwohl das geplante Überraschungsmoment eines modernen Stummfilms damit entfallen war, stellte Berger seinen zweiten Spielfilm fertig. Blancanieves wurde unter anderem in Sevilla, Barcelona, Madrid sowie in der Stierkampfarena in Aranjuez gedreht. Die Kostüme schuf Paco Delgado, die Filmbauten stammen von Alain Bainée.
Der Film erlebte am 8. September 2012 auf dem Toronto International Film Festival seine Premiere. Am 28. November 2013 kam er in die deutschen Kinos.

## Kritik
Der film-dienst nannte Blancanieves eine „ebenso freie bis aberwitzige Verfilmung des ‚Schneewittchen‘-Stoffs“. Der Film erweise dem Kino der Frühzeit seine Reverenz und „fesselt durch seinen überbordenden Einfallsreichtum.“ Die Frankfurter Rundschau lobte den Film, der besser als The Artist sei. Er sei „der weit originellere Film, der trotz vieler Zitate keinem gleicht, den es schon gibt.“ Mit Blancanieves sei der Stummfilm „wieder dort angekommen, wo ihn der Lauf der Zeit im Jahre 1929 stehen ließ: Als jene Kunstform, in der Realität und Phantastik nur von einem Steinwurf getrennt sind und sich Tragik und Komik wahrhaft chaplinesk ergänzen.“ Die Berliner Zeitung urteilte ähnlich und befand, dass der Film „die Ausdrucksmittel des Stummfilms in Perfektion anzuwenden“ versteht und „mit dem gesamten Repertoire an historischen Erzähltricks“ aufwarte. „Sunshine und Noir, der Expressionismus von Berlin, Paris und Hollywood, verbinden sich in ‚Blancanieves‘ auf eine Weise, über die man nur noch staunen kann“, fasste die Frankfurter Allgemeine Zeitung zusammen.

## Auszeichnungen (Auswahl)
Auf dem Toronto International Film Festival erhielt Pablo Berger 2012 für Blancanieves Nominierungen für den Discovery Award sowie den International Critics’ Award (FIPRESCI). Ebenfalls 2012 gewann Macarena García auf dem Festival Internacional de Cine de Donostia-San Sebastián die Silberne Muschel als Beste Schauspielerin. Der Film lief zudem im Wettbewerb um die Goldene Muschel als Bester Film; Pablo Berger gewann den Spezialpreis der Jury. Auf dem Internationalen Filmfestival Warschau wurde Pablo Berger 2012 für einen Free Spirit Award nominiert.
Mit zehn Auszeichnungen, darunter den Preisen für den Besten Film, die Beste Hauptdarstellerin und die Beste Kamera, und acht weiteren Nominierungen war Blancanieves der erfolgreichste Film bei der Goya-Verleihung 2013. Er gewann 2013 einen Europäischen Filmpreis für das Beste Kostümbild und war für zwei weitere Preise in den Kategorien Bester Film und Beste Regie nominiert. Vom Círculo de Escritores Cinematográficos erhielt Blancanieves acht Auszeichnungen, unter anderem als Bester Film, für die Beste Regie und das Beste Drehbuch, und war für vier weitere Preise nominiert. Der Film erhielt einen Premis Gaudí als Bester Film auf Katalanisch und drei weitere Gaudí-Nominierungen. Die Spanish Actors Union zeichnete Maribel Verdú 2013 als Beste Hauptdarstellerin aus. Der Film erhielt auf dem Palm Springs International Film Festival 2013 den Cine Latino Award. Er war der spanische Beitrag für einen Oscar 2013 in der Kategorie Bester fremdsprachiger Film, wurde jedoch nicht nominiert.
Im Jahr 2014 erhielt Blancanieves eine César-Nominierung als Bester ausländischer Film.